# Asfaltobeton

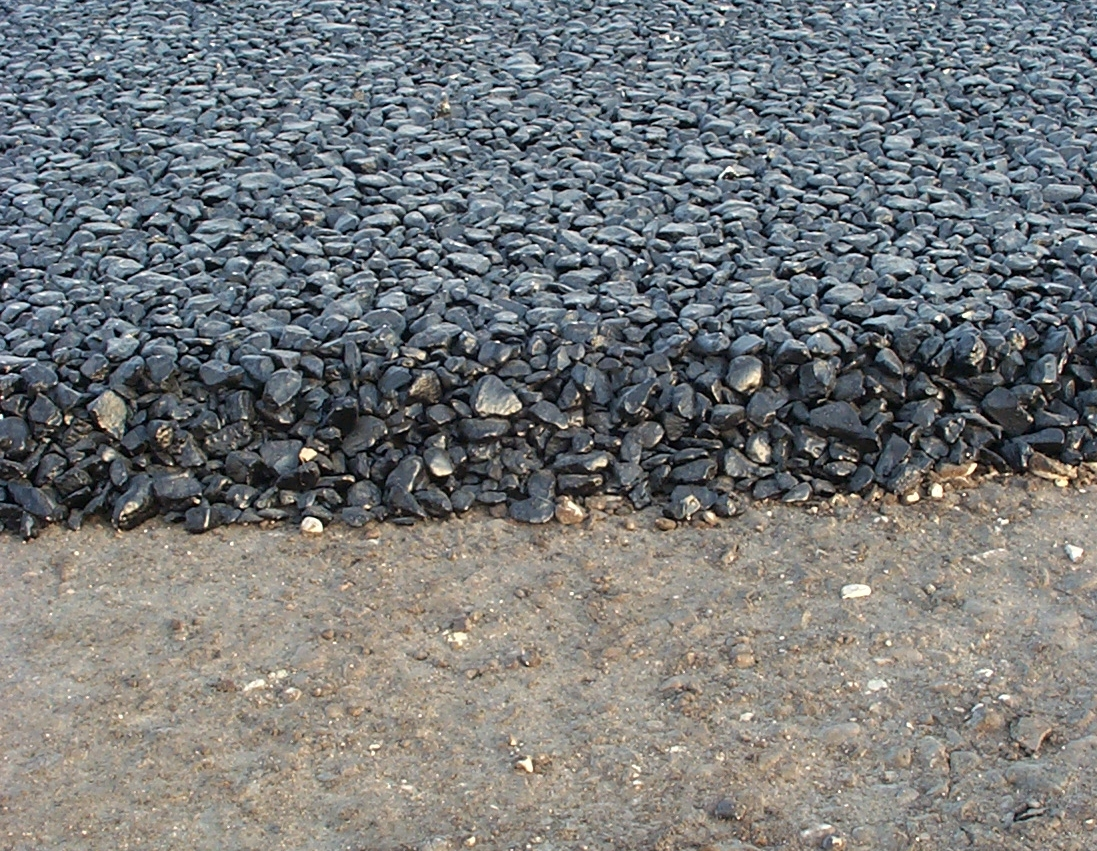
Zbliżenie warstwy podkładu wykonanego z asfaltobetonu przy budowaniu nowej drogi

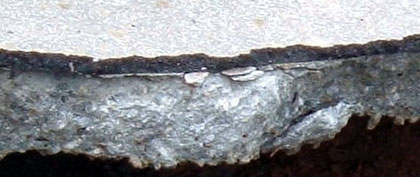
Przykład wzmocnienia starej nawierzchni betonowej powłoką z asfaltobetonu

Asfaltobeton, AC (ang. asphalt concrete), pot. „asfalt” – mieszanka mineralno-asfaltowa składająca się z mieszaniny kruszywa (m.in. kruszywa grubego i drobnego, piasku, wypełniacza (np. mączki kamiennej)) i asfaltu jako lepiszcza. Wraz z betonem cementowym (nawierzchnia sztywna) należą do dwóch najbardziej popularnych mieszanin wykorzystywanych do wykonywania nawierzchni drogowej.
Rodzaje asfaltobetonów:
- beton asfaltowy[2]
- asfalt lany[2]
- asfalt porowaty[potrzebny przypis]
- asfalt piaskowy[2]
- mastyks grysowy SMA[potrzebny przypis]

- ścieralna
- wiążąca
- podbudowa zasadnicza

.